# Carola Rackete
Carola Rackete (ur. 8 maja 1988 w Preetz) – niemiecka kapitan i działaczka społeczna, posłanka do Parlamentu Europejskiego X kadencji. Zyskała międzynarodowy rozgłos w czerwcu 2019, kiedy to została zatrzymana, gdy jako kapitan przewożącego imigrantów statku „Sea-Watch 3” wpłynęła do portu na Lampedusie wbrew zakazowi wprowadzonemu przez włoskie władze.

## Życiorys
W 2007 ukończyła szkołę średnią w Hambühren, a w 2011 nauki morskie w szkole morskiej w ramach Jade Hochschule w Elsfleth. W 2018 uzyskała magisterium z zarządzania ochroną środowiska na Edge Hill University. Pracowała w organizującym rejsy wycieczkowe przedsiębiorstwie Silversea Cruises, a także dla organizacji Greenpeace i British Antarctic Survey. Brała udział w rejsach ekspedycyjnych.
Dołączyła do Sea‐Watch, niemieckiej organizacji pozarządowej pomagającej imigrantom na Morzu Śródziemnym. W czerwcu 2019 była kapitanem należącego do niej statku „Sea-Watch 3”. 12 czerwca załoga przyjęła na pokład grupę kilkudziesięciu imigrantów dryfujących na tratwie u wybrzeży Libii. Organizacja Sea‐Watch odmówiła wysadzenia ich w tym kraju, motywując to względami bezpieczeństwa. Tymczasem władze włoskie wprowadziły zakaz przyjmowania przez porty statków z imigrantami pod groźbą kar finansowanych i konfiskaty. Doprowadziło to do kryzysu, który zyskał międzynarodowy rozgłos. Europejski Trybunał Praw Człowieka odrzucił w tym samym miesiącu złożony w imieniu imigrantów wniosek o interwencję. Po kilkunastu dniach Carola Rackete skierowała statek na Lampedusę, co motywowała stanem zdrowia przewożonych imigrantów. Do portu mimo zakazu wpłynęła 29 czerwca. Tego samego dnia została zatrzymana; zarzucono jej pomoc w nielegalnej migracji i naruszenie przepisów międzynarodowego prawa morskiego.
Działania włoskich władz i zatrzymanie kapitan skrytykowali m.in. niemiecki prezydent Frank-Walter Steinmeier oraz minister spraw zagranicznych Heiko Maas. Carolę Rackete osadzono w areszcie domowym; została zwolniona z niego 2 lipca 2019 na mocy decyzji włoskiego sądu, który uznał, że nie doszło do naruszenia prawa z uwagi na konieczność ratowania życia. Postępowanie karne w tej sprawie zostało ostatecznie umorzone w maju 2021 przez sąd w Agrigento.
W 2019 opublikowała swoją książkę pt. Handeln statt Hoffen: Aufruf an die letzte Generation, poświęconą kryzysowi klimatycznemu i kwestiom uchodźców. Dołączyła też do ruchu Extinction Rebellion.
W wyborach w 2024 z ramienia Die Linke uzyskała mandat posłanki do PE X kadencji.

## Wyróżnienia
W 2019 władze francuskiej stolicy przyznały jej Medal Miasta Paryża; Carola Rackete odmówiła jego przyjęcia, zarzucając władzom miasta hipokryzję w stosunku do imigrantów. W 2021 Université de Namur nadał jej tytuł doktora honoris causa.